# 575
575 (DLXXV) fue un año común comenzado en martes del calendario juliano, en vigor en aquella fecha.

## Acontecimientos
- 14 de enero: en Gansu (centro de China) se registra un terremoto de 5,5 grados de la escala sismológica de Richter y una magnitud de 7 grados. (Quizá sucedió el año anterior).
- El rey visigodo Leovigildo penetra en las montañas de Orense y ocupa la región, capturando al cabecilla hispanogalaico Aspidius, junto a su esposa e hijos.
- Benedicto I asume como papa cristiano.
- Varaja Mijira publica su Pañcha siddhāntikā (‘tratado de las cinco conclusiones [astronómicas]’).

## Nacimientos
- Heraclio, futuro emperador bizantino (año aproximado).

## Fallecimientos
- Sigeberto I, rey franco (merovingio) de Austrasia.